# Eremotylus pumilus
Eremotylus pumilus là một loài tò vò trong họ Ichneumonidae.